# Dalsland
Dalsland ist eine historische Provinz (schwedisch landskap) in Schweden. Administrativ ist Dalsland auf die Provinzen Västra Götalands län und Värmlands län aufgeteilt.

## Geographie

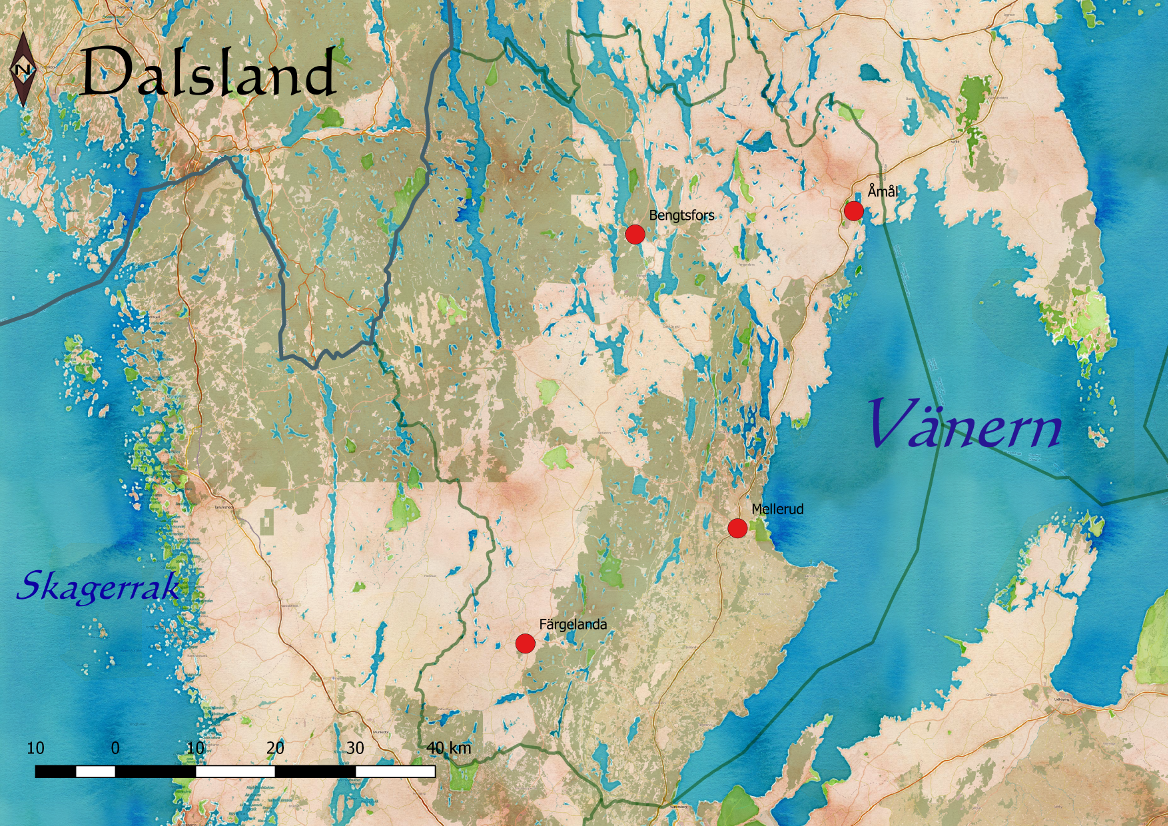
Karte

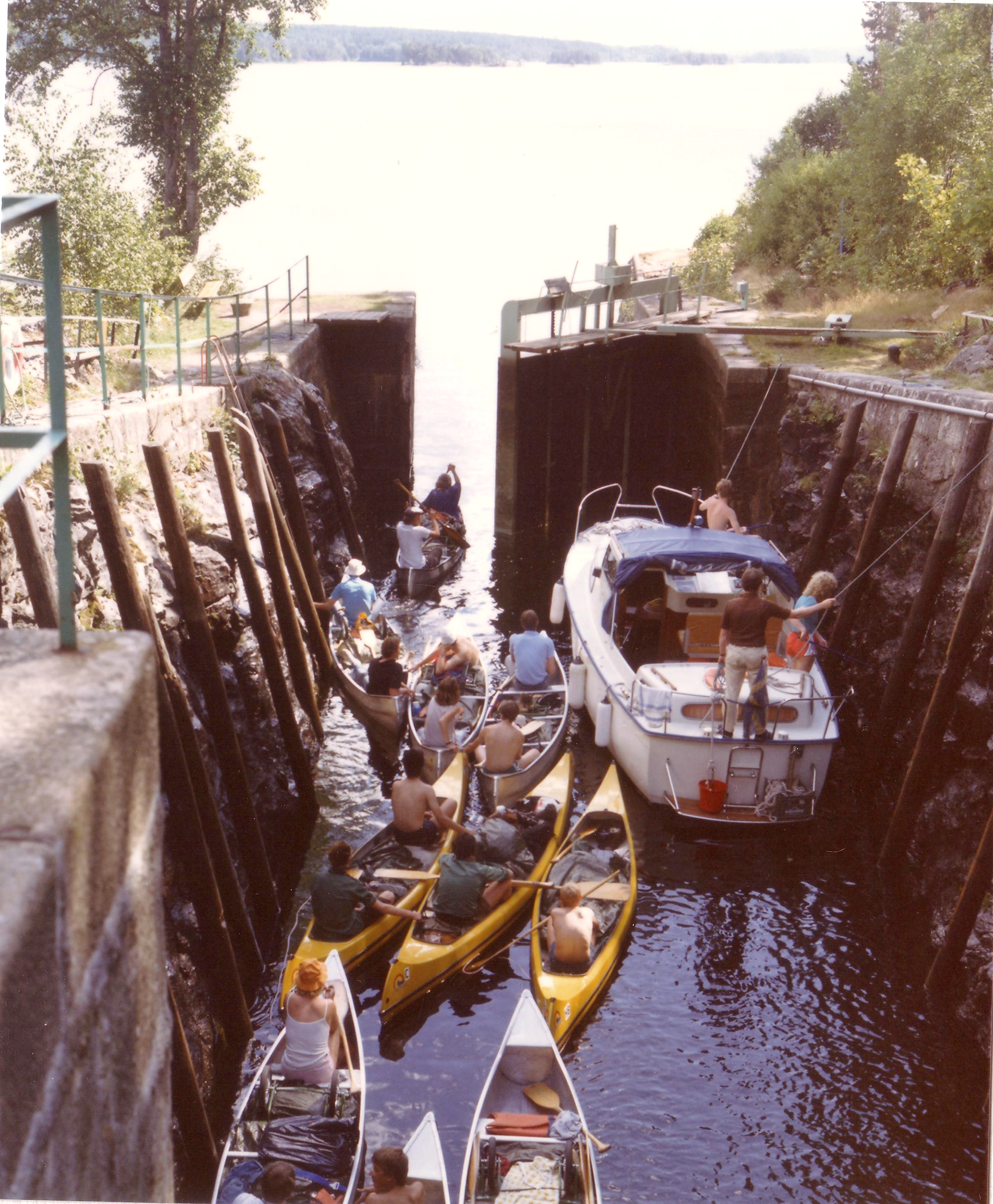
Schleuse zum See Lelång (1991)

Dalsland liegt in Westschweden, zwischen Bohuslän, Norwegen und dem größten Binnensee Schwedens, dem Vänern. Aufgrund der abwechslungsreichen und sehr vielfältigen Natur wird Dalsland nach einem Ausspruch von Prinz Eugen „Schweden in Miniatur“ genannt.
Die Landschaft ist mit ihren Felsen, Seen, Flüssen, Kanälen und Schleusen einzigartig. Beim Kroppefjäll handelt es sich allerdings nicht um eine Fjellregion über der Waldgrenze wie in den Skanden, sondern um einen Granitberg mit teils unbewachsenen Felsflächen. Wildmarkcharakter hat vor allem die Region an der norwegischen Grenze mit dem Nationalpark Tresticklan. Zwischen dem Bergland und dem See Vänern liegt die Ebene Dalboslätten. Die größte Nord-Süd-Ausdehnung der Landschaft beträgt 99 km und die größte Ost-West-Ausdehnung 59 km.

## Geschichte
Aus den vorgeschichtlichen Epochen sind etwa 5000 archäologische Funde bekannt, sowie Felsritzungen, Gräberfelder, Rösen Schiffssetzungen und Steinkisten. Bis zum Dreikönigstreffen von 1101 in Kungahälla war das Gebiet zwischen (Dänemark,) Norwegen und Schweden umstritten, dann blieb es bei Schweden. Nachdem Gustav I. Wasa im 16. Jahrhundert das Land in Provinzen (län) eingeteilt hatte, verlor Dalsland seine administrative Bedeutung. Das Gleiche galt ab dem Beginn des 20. Jahrhunderts für die fünf Harden, in die Dalsland eingeteilt war.

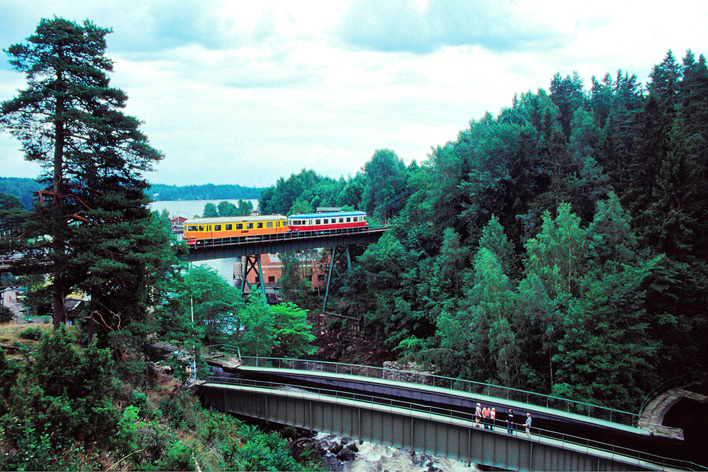
Der Dalsland-Kanal bei Håverud

## Wappen
Beschreibung: In Silber ein roter goldbewehrter Stier.

## Sehenswürdigkeiten
- Trogbrücke in Håverud, erbaut 1886 von Nils Ericson
- Petroglyphen von Högsbyn
- Fengersfors bruk, ehemalige Papierfabrik von 1906, heute Künstler- und Kunsthandwerkerkolonie
- Gammelgården, Westschwedens größtes Freilichtmuseum, mit dem Strohflechtermuseum Halmens Hus in Bengtsfors
- Baldersnäs Herrgård von 1912 bei Dals Långed, mit englischem Landschaftspark

## Landschaftssymbole
- Blume: Vergissmeinnicht (lat. Myosotis scorpioides)
- Fisch: Vierhörniger Seeskorpion (Myoxocephalus quadricornis)
- Insekt: Großer Eisvogel
- Pilz: Butterröhrling
- Stein/Mineral: Quarzit
- Tier/Vogel: Kolkrabe (Corvus corax)